# Kim Brixen
Kim Torsten Brixen (født 7. september 1957 i Aarhus, død 28. december 2024 i Odense) var en dansk speciallæge i medicinsk endokrinologi og lægefaglig direktør for Odense Universitetshospital. Han var desuden tidligere professor ved Klinisk Institut ved Syddansk Universitet.

## Biografi
Kim Brixen blev cand.med. fra Aarhus Universitet i 1984, blev ph.d. samme sted i 1996 og i 2010 professor i osteoporose ved Syddansk Universitet.
I 1998 kom han til Odense Universitetshospital som 1. reservelæge og blev siden overlæge på hospitalets endokrinologiske afdeling. Han blev i 1999 speciallæge i endokrinologi.
Senere blev han optaget af ledelse og var en årrække institutleder på Klinisk Institut ved Syddansk Universitet, indtil han i 2014 blev lægefaglig direktør for Odense Universitetshospital.
Gennem tiden har han været forfatter og medforfatter på mere end 220 videnskabelige artikler. Han var desuden medlem af Medicinrådet, udpeget af Region Syddanmark.
Han var formand for Dansk Knoglemedicinsk Selskab og for Dansk Endokrinologisk Selskab og var desuden optaget i Kraks Blå Bog.
Kim Brixen var gift med overlæge Pernille Hermann, som han fik to døtre sammen med.